# 성남 FC U-15
성남 FC U-15은 성남 FC의 15세 이하 유스팀이다.
본래 성남 FC의 U-15 팀은 풍생중학교와의 협약으로 풍생중학교 축구부였으나, 학교와의 협약이 끝나면서 따로 유소년 클럽 형태로 팀을 운영하게 되었다.

## 같이 보기
- 성남 FC
- 풍생고등학교 축구부
- 성남 FC U-12